# ريكي مانينغ
ريكي مانينغ (بالإنجليزية: Ricky Manning)‏ هو لاعب كرة قدم أمريكية أمريكي، ولد في 18 نوفمبر 1980 في أوستن في الولايات المتحدة.

## وصلات خارجية
- ريكي مانينغ على موقع مرجع كرة القدم المحترفة.كوم (الإنجليزية)
- ريكي مانينغ على موقع JustSportsStats.com (الإنجليزية)